# عمارت خوانساری
عمارت خوانساری مربوط به دوره پهلوی اول است و در تهران، خیابان انقلاب اسلامی، ما بین میدان فردوسی و خیابان استاد نجات الهی، کوچه نیایی، پ ۵ واقع شده و این اثر در تاریخ ۱۷ تیر ۱۳۸۷ با شمارهٔ ثبت ۲۳۰۱۱ به‌عنوان یکی از آثار ملی ایران به ثبت رسیده است.
این بنا در سال ۱۹۳۸ توسط معمار روس، آلکساندر بلین، ساخته شده است.